# Se mig (sång)
Se mig, skriven av Thomas Thörnholm och Danne Attlerud, är en låt som dansbandet Barbados framförde i den svenska Melodifestivalen 2000, där bidraget delade andraplatsen tillsammans med bidraget "När jag tänker på i morgon" av gruppen Friends.
Singeln placerade sig som högst på 23:e plats på den svenska singellistan. På Svensktoppen låg melodin i sexton veckor under perioden 6 maj -19 augusti 2000 , med bland annat 12 förstaplatser innan låten lämnade listan .

## Listplaceringar
| Lista (2000) | Topplacering |
| ------------ | ------------ |
| Sverige      | 23           |

### Fotnoter
1. ↑  Svensktoppen - 6 maj 2000
2. ↑  Svensktoppen - 19 augusti 2000
3. ↑  Svensktoppen - 26 augusti 2000
4. ↑  Placering på den svenska singellistan